# مقياس سكوفيل

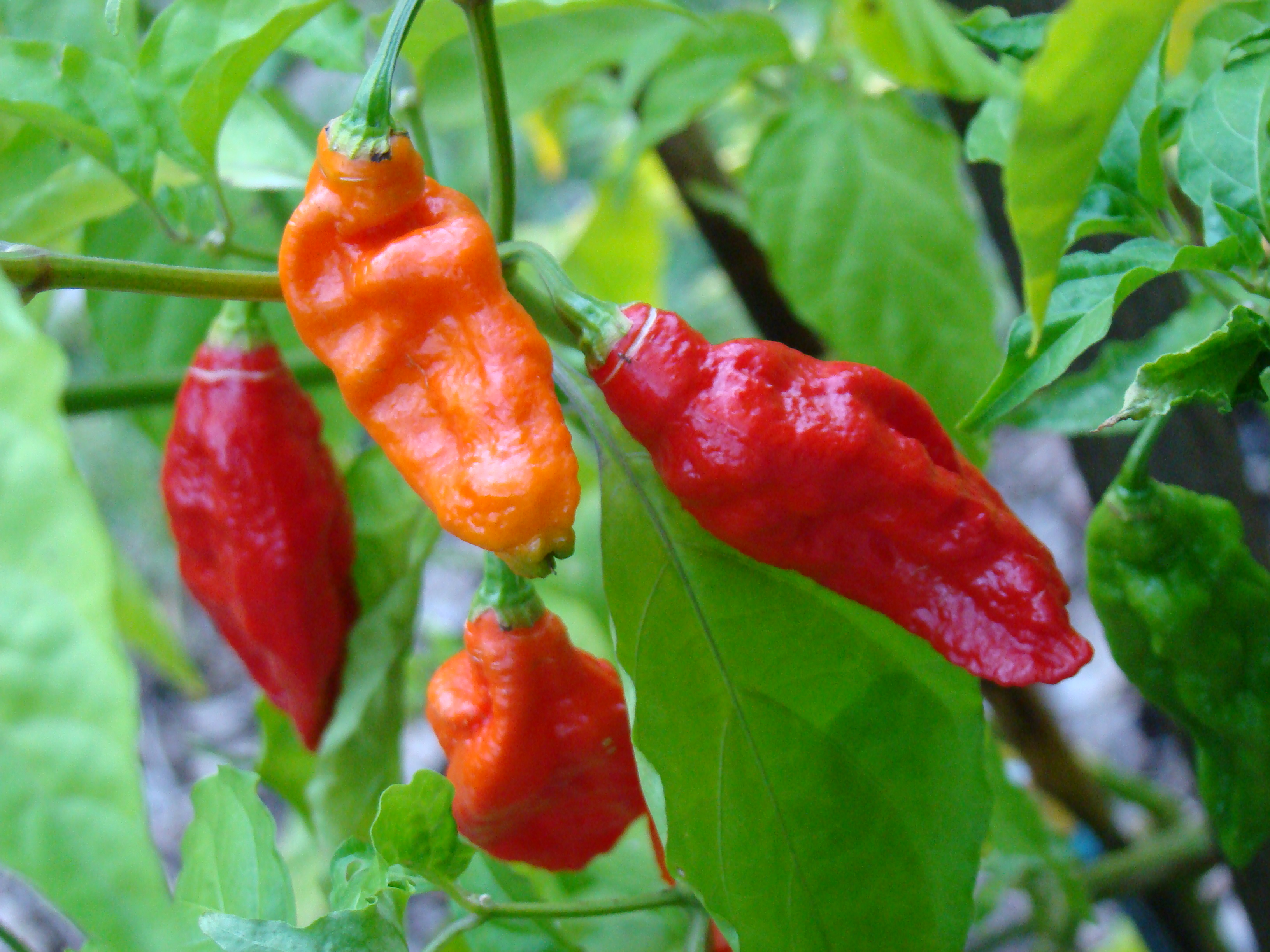
ناغا جولوكي صنف في أكثر من مليون وحدة سكوفيل، في ولايات هندية بشمال شرق ولاية أسام، ناجالاند، مانيبور.

وحدة سكوفيل هي مقياس قوة وشراسة طعم الحار، وقد وضعها الأميركي ولبر سكوفيل عام 1912. وحجم الوحدة يدل على نسبة مادة الكابسايسين (Capsaicin) في الفلفل. أو بكلام آخر عدد المرات التي يحتاجها صافي الفلفل من التحلل في الماء والسكر حتى يخسر حدته وقوته ويعتدل. فمثلا وحدة الفلفل الحلو هي صفر. وتتراوح قوة مواد الـ«كابسايسين» الصافية التي تمنح الفلفل الحار طعمه الناري الحارق بين 15 مليون و 16 مليون وحدة سكوفيل. ومن حسنات هذه المواد، أنها لا تؤثر على الجهاز العصبي لكل الحيوانات أو المخلوقات، مما يساعد على انتشار الفلفل الحار في ظل الصراع من أجل البقاء على قيد الحياة. وهذا يحصل بالطبع عبر الطيور التي لا تتأثر بالمواد كما هو حال الثدييات، فتأكل القشور اللذيذة وتترك البذور دون أي ضرر فيها.

## إجراء المقياس

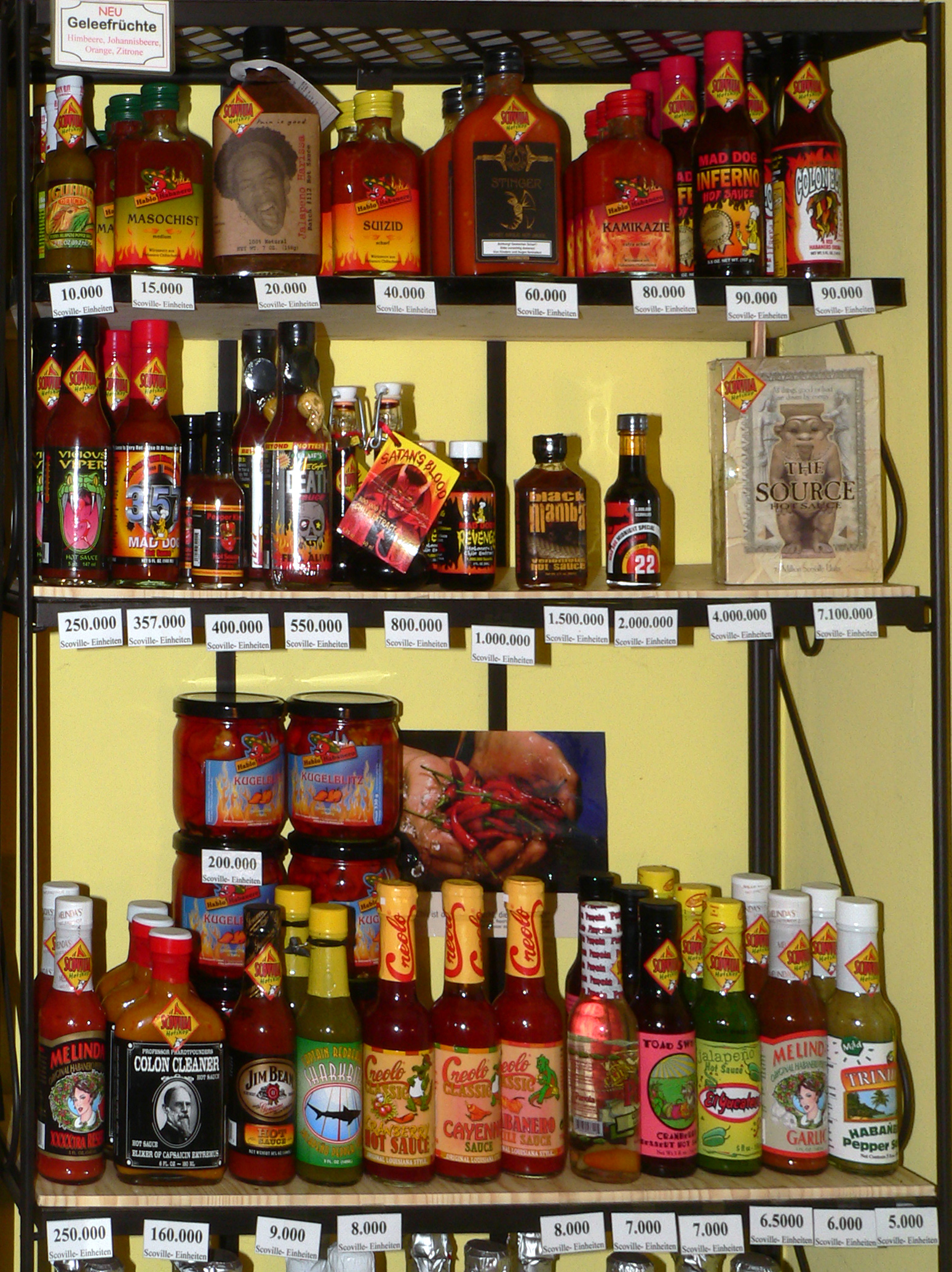
صلصات شيلي بدرجات حريفة مختلفة

في أسلوب سكوفيل، يذاب وزن معلوم من بودرة الفلفل في الكحول ويضاف إلى خلاصة مركبات الحرارة (كابسايسين)، ثم تخفف في محلول من ماء وسكر. تقدم نقص تركيز خلاصة كابسايسين في طبق إلى خمس ذواقة متمرسين، إلى أن تجد الأكثرية(على الأقل ثلاثة) أنها غير قادرة على كشف الطعم الحار في المحلول المخفف. يقاس مستوى الحرارة حسب هذا المحلول، ويقدر بعدد من 100 وحدة حرارة سكوفيل.
ببساطة تـُعين النسبة بين «حرارة» محلول مخفف بالماء إلى الماء النقي بالتذوق. هذا يعني مثلا أن 1 مليلتر كابسايسين نقي يحتاج إلى 16 متر مكعب ( 16 متر³ = 16.000 لتر ) من الماء لتخفيفه حتى لا يشعر المتذوق بلذعة المحلول. فلتكن هذه 100 وحدة سكوفيل، الدرجات الأعلى المتتالية تقدر طبقا لهذا المقياس 200 ، 300 ، 400 سكوفيل، وهكذا حتى 16 مليون سكوفيل .
نقطة الضعف في إجراء مقياس سكوفيل هي تقدير الإنسان غير الواضح، اعتماد على حاسة الذوق عند المُختبر وعدد الأشهر التي كان يستقبل الطعم الحار فيها، مع تغير كبير بين الناس. نقطة الضعف الثانية هي تعب الحواس. الذواقة تقل حساستيه بسرعة للكابسايسين بعد عدد من العينات في فترة قصيرة من الزمن. النتائج تختلف كثيرًا بين المختبرات(تصل حتى ± 50%).

### فلفل الكابسيكوم
يُستخدم فلفل الكابسيكوم الحار بشكل شائع لإضفاء نكهة لاذعة في المطابخ العالمية. يتراوح نطاق حرارة الفلفل الذي يعكسه مقياس سكوفيل بين 500 أو أقل (الفلفل الحلو) وأكثر من 2.6 مليون (فلفل إكس) (الجدول أدناه؛ تجدون مقاييس سكوفيل لكل نوع فلفل في المقالة المرتبطة). بعض أنواع الفلفل، مثل فلفل غونتور وروكوتو، مستثناة من القائمة نظرًا لاتساع نطاق درجة حرارة السكوفيل فيها. أنواع أخرى، مثل دراجونز بريث وشوكولاتة 7 بوت، لم يتم التحقق منها رسميًا.
| وحدات سكوفيل الحرارية | أمثله                                                                           |
| --------------------- | ------------------------------------------------------------------------------- |
| 2,693,000             | Pepper X                                                                        |
| 1,500,000–2,500,000   | كارولاينا ريبر                                                                  |
| 750,000–1,500,000     | Trinidad Moruga Scorpion, Naga Viper pepper, Infinity chili, ناغا جولوكي (نبات) |
| 350,000–750,000       | Red savina habanero                                                             |
| 100,000–350,000       | Habanero chili، Scotch bonnet pepper Madame Jeanette                            |
| 50,000–100,000        | Bird's eye chili (Thai chili pepper), Malagueta pepper                          |
| 25,000–50,000         | فلفل تاباسكو, فليفلة حريفة                                                      |
| 10,000–25,000         | فلفل سيرانو, فلفل حلبي, Cheongyang chili pepper                                 |
| 2,500–10,000          | Jalapeño pepper, Guajillo chili                                                 |
| 1,000–2,500           | Poblano pepper                                                                  |
| 500–1,000             | Cubanelle, Beaver Dam pepper                                                    |
| 0–500                 | Banana pepper، فريجيتيلو، فلفل إسباني                                           |
| 0                     | فلفل حلو، Peperone crusco                                                       |

## الاستخدامات الطبية
تعالج علامات اعتلال الأعصاب المحيطية عادة بتركيزات عالية من خلاصة الفلفل الحار (كابسايسين) وذلك بوضعه على الجلد. هذا العلاج قد يستمر إلى إثنا عشر أسبوع. العلاج بهذه الطريقة غير مريح ويمكن أن يحدث خدر موضعي في الجلد.